# Florencio Montojo y Trillo
Florencio Montojo y Trillo (Ferrol, La Corunya, 1824 - Madrid, 1896) va ser un militar, marí i polític espanyol.
Tercer fill de José Montojo i Albizu i Teresa Trillo. Es va casar amb Matilde Alonso, amb qui va tenir quatre fills.

## Historial
Va ingressar en l'Armada i l'any de 1843 va ser ascendit a guàrdia marina de primera classe, assistint en aquest rengle als bloquejos d'Alacant, illa de Tabarca i Cartagena. Després d'haver realitzat diversos viatges a Amèrica, va ascendir a tinent de navili, en 1849.
En 1859, ja com capità de fragata, se li va donar el comandament de la Consuelo, posant-se a la disposició de l'ambaixador d'Espanya a Roma; poc després se'l va nomenar cap d'una divisió de guardacostes en l'oceà Atlàntic i algun temps després fou nomenat capità de la divisió de guardacostes de San Juan de Puerto Rico.
En 1869 en ser ascendit a capità de navili de primera classe, se li va donar el comandament de la Fragata blindada Tetuán. En 1870, se li va donar el comandament de la fragata d'hèlix de primera classe Villa de Madrid, que era el vaixell almirall de l'esquadra del Mediterrani.
Va ser nomenat comandant general del departament de Cadis i després i successivament dels Arsenals de la Carraca, l'Havana i Ferrol. Va passar també per la comandància general de la posta de l'Havana i de l'esquadra de les Antilles. Va ser nomenat president de la Junta per a la redacció de les bases del cos de subalterns de l'Armada i era així mateix vocal de la Junta Consultiva de l'Armada.
L'any de 1879, va ascendir a contralmirall. En 1886 fou nomenat capità general del departament de Cadis i en 1891 on va participar en l'avaluació del submarí Peral. Va ser escollit senador per la província de Càceres. i ministre de Marina, any que també va ascendir a vicealmirall. En deixar el ministeri se li va destinar a la capitania general del departament de Cadis.
Va morir poc després, en 1896, en Madrid.